# Rumunsko na Eurovision Song Contest
Rumunsko se zúčastnilo 23 ročníků soutěže Eurovision Song Contest, poprvé v roce 1994. Země se mezi 10 nejlepších probojovala 6krát. O nejlepší výsledek se postarali Luminița Anghel a Sistem v roce 2005, a Paula Seling s Ovi v roce 2010, v obou případech země získala 3. místo. Reprezentant země každý rok (vyjma roku 2021) vzešel z pěvecké soutěže Selecția Națională.
Rumunsko se pokusilo soutěže poprvé zúčastnit už v roce 1993, v kvalifikačním kole ale skončilo poslední. O rok později se soutěže již úspěšně zúčastnilo, až do roku 2002 ale nezaznamenalo výraznější úspěch, kvůli špatným výsledkům se několika ročníků ani nemohlo zúčastnit. Po zavedení semifinálových kol v roce 2004 se ale podařilo výsledky zlepšit a země do finále nepostoupila pouze v letech 2018, 2019, 2021 a 2023, kdy poprvé nezískala ani bod. V roce 2016 byla země ze soutěže diskvalifikována poté, co EVU Rumunsku pozastavila členství kvůli opakovanému neplacení poplatků.
Poté, co země mezi lety 2018–2023 pouze jednou postoupila do finále, se země rozhodla soutěže v roce 2024 nezúčastnit.

## Výsledky
| Rok                     | Interpret                    | Píseň                               | Jazyk                                                                  | Finále                 | Finále                 | Semifinále                | Semifinále                |
| Rok                     | Interpret                    | Píseň                               | Jazyk                                                                  | Pořadí                 | Body                   | Pořadí                    | Body                      |
| ----------------------- | ---------------------------- | ----------------------------------- | ---------------------------------------------------------------------- | ---------------------- | ---------------------- | ------------------------- | ------------------------- |
| 1993                    | Dida Drăgan                  | „Nu pleca“                          | rumunština                                                             | nekvalifikovalo se     | nekvalifikovalo se     | 7.                        | 38                        |
| 1994                    | Dan Bittman                  | „Dincolo de nori“                   | rumunština                                                             | 21.                    | 14                     | nekonalo se               | nekonalo se               |
| bez účasti v roce 1995  |                              |                                     |                                                                        |                        |                        | nekonalo se               | nekonalo se               |
| 1996                    | Monica Anghel a Sincron      | „Rugă pentru pacea lumii“           | rumunština                                                             | nepostup               | nepostup               | 29.                       | 11                        |
| bez účasti v roce 1997  | bez účasti v roce 1997       | bez účasti v roce 1997              | bez účasti v roce 1997                                                 | bez účasti v roce 1997 | bez účasti v roce 1997 | nekonalo se               | nekonalo se               |
| 1998                    | Mălina Olinescu              | „Eu cred“                           | rumunština                                                             | 22.                    | 6                      | nekonalo se               | nekonalo se               |
| bez účasti v roce 1999  |                              |                                     |                                                                        |                        |                        | nekonalo se               | nekonalo se               |
| 2000                    | Taxi                         | „Moon, TheThe Moon“                 | angličtina                                                             | 17.                    | 25                     | nekonalo se               | nekonalo se               |
| bez účasti v roce 2001  |                              |                                     |                                                                        |                        |                        | nekonalo se               | nekonalo se               |
| 2002                    | Monica Anghel a Marcel Pavel | „Tell Me Why“                       | angličtina                                                             | 9.                     | 71                     | nekonalo se               | nekonalo se               |
| 2003                    | Nicola                       | „Don't Break My Heart“              | angličtina                                                             | 10.                    | 73                     | nekonalo se               | nekonalo se               |
| 2004                    | Sanda                        | „I Admit“                           | angličtina                                                             | 18.                    | 18                     | TOP 11 z předchozího roku | TOP 11 z předchozího roku |
| 2005                    | Luminița Anghel a Sistem     | „Let Me Try“                        | angličtina                                                             | 3.                     | 158                    | 1.                        | 235                       |
| 2006                    | Mihai Trăistariu             | „Tornerò“                           | angličtina, italština                                                  | 4.                     | 172                    | TOP 11 z předchozího roku | TOP 11 z předchozího roku |
| 2007                    | Todomondo                    | „Liubi, Liubi, I Love You“          | angličtina, italština, španělština, ruština, francouzština, rumunština | 13.                    | 84                     | TOP 10 z předchozího roku | TOP 10 z předchozího roku |
| 2008                    | Nico a Vlad                  | „Pe-o margine de lume“              | rumunština, italština                                                  | 20.                    | 45                     | 7.                        | 94                        |
| 2009                    | Elena                        | „Balkan Girls, TheThe Balkan Girls“ | angličtina                                                             | 19.                    | 40                     | 9.                        | 67                        |
| 2010                    | Paula Seling a Ovi           | „Playing with Fire“                 | angličtina                                                             | 3.                     | 162                    | 4.                        | 104                       |
| 2011                    | Hotel FM                     | „Change“                            | angličtina                                                             | 17.                    | 77                     | 4.                        | 111                       |
| 2012                    | Mandinga                     | „Zaleilah“                          | španělština, angličtina                                                | 12.                    | 71                     | 3.                        | 120                       |
| 2013                    | Cezar                        | „It's My Life“                      | angličtina                                                             | 13.                    | 65                     | 5.                        | 83                        |
| 2014                    | Paula Seling a Ovi           | „Miracle“                           | angličtina                                                             | 12.                    | 72                     | 2.                        | 125                       |
| 2015                    | Voltaj                       | „De la capăt“                       | rumunština, angličtina                                                 | 15.                    | 35                     | 5.                        | 89                        |
| 2016                    | Ovidiu Anton                 | „Moment of Silence“                 | angličtina                                                             | diskvalifikace         | diskvalifikace         | diskvalifikace            | diskvalifikace            |
| 2017                    | Ilinca feat. Alex Florea     | „Yodel It!“                         | angličtina                                                             | 7.                     | 282                    | 6.                        | 174                       |
| 2018                    | The Humans                   | „Goodbye“                           | angličtina                                                             | nepostup               | nepostup               | 11.                       | 107                       |
| 2019                    | Ester Peony                  | „On a Sunday“                       | angličtina                                                             | nepostup               | nepostup               | 13.                       | 71                        |
| 2020                    | Roxen                        | „Alcohol You“                       | angličtina                                                             | ročník zrušen          | ročník zrušen          | ročník zrušen             | ročník zrušen             |
| 2021                    | Roxen                        | „Amnesia“                           | angličtina                                                             | nepostup               | nepostup               | 12.                       | 85                        |
| 2022                    | Wrs                          | „Llámame“                           | angličtina, španělština                                                | 18.                    | 65                     | 9.                        | 118                       |
| 2023                    | Theodor Andrei               | „D.G.T. (Off and On)“               | rumunština, angličtina                                                 | nepostup               | nepostup               | 15.                       | 0                         |
| bez účasti od roku 2024 |                              |                                     |                                                                        |                        |                        |                           |                           |

| Legenda | Legenda                              |
| ------- | ------------------------------------ |
| 1       | 1. místo                             |
| 2       | 2. místo                             |
| 3       | 3. místo                             |
| ◁       | poslední místo                       |
| X       | interpret vybrán, ale nezúčastnil se |

## Galerie

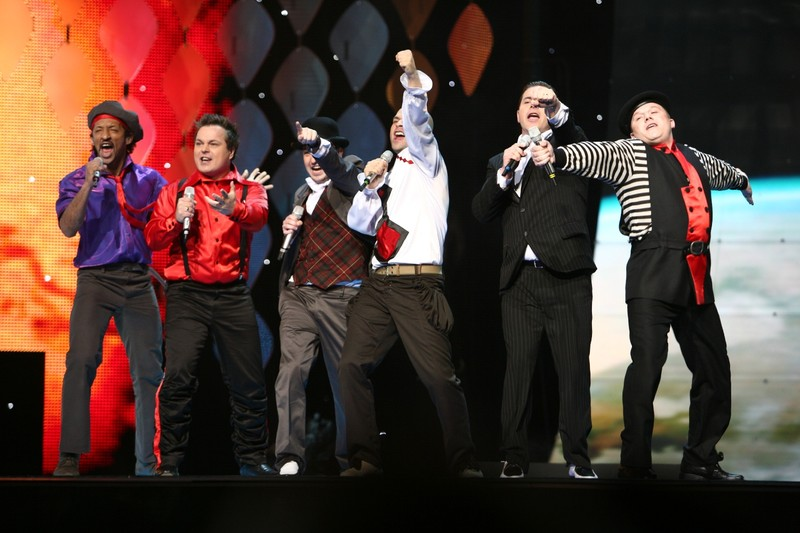
Todomondo v Helsinkách (2007)
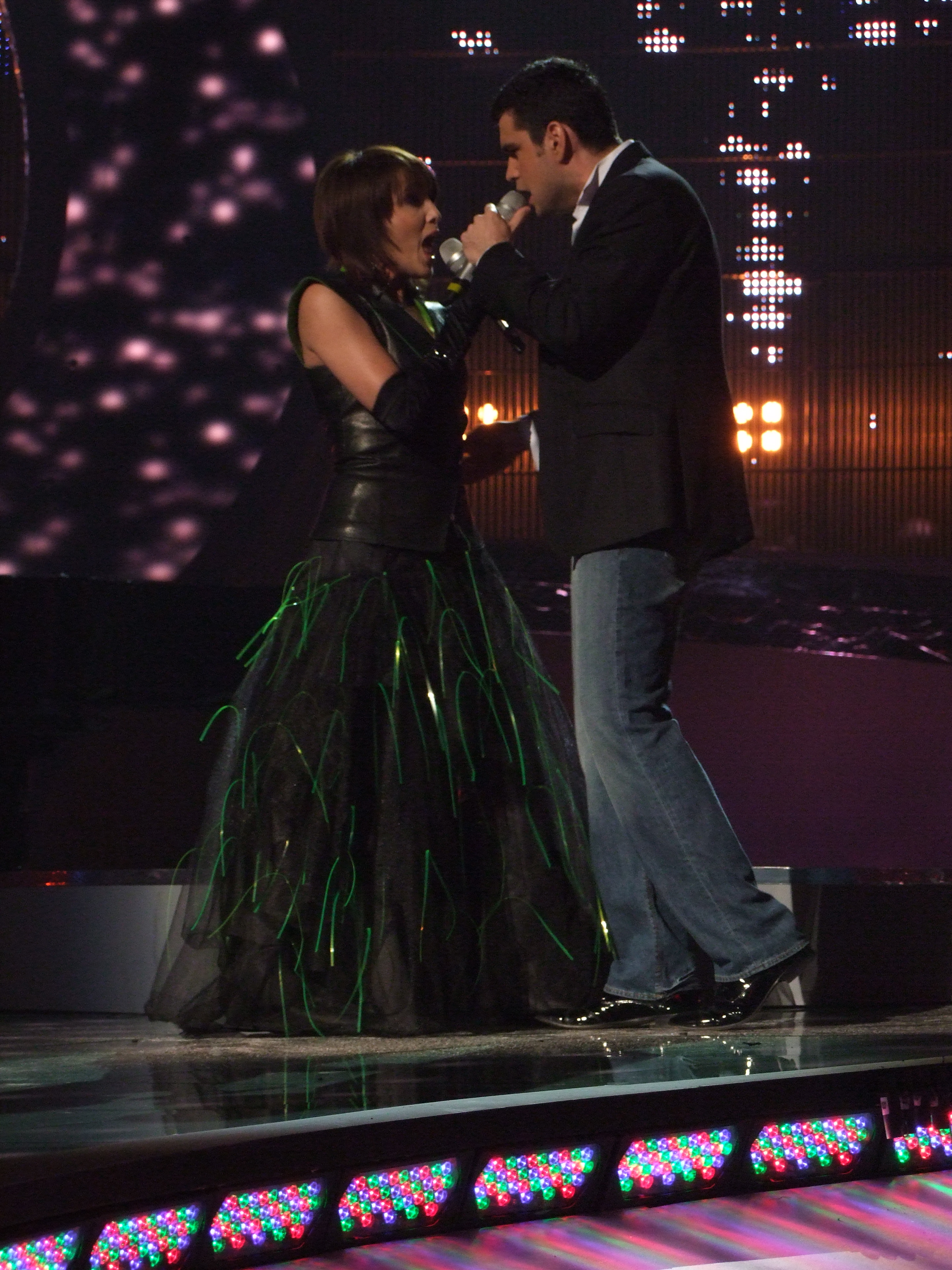
Nico a Vlad v Bělehradu (2008)
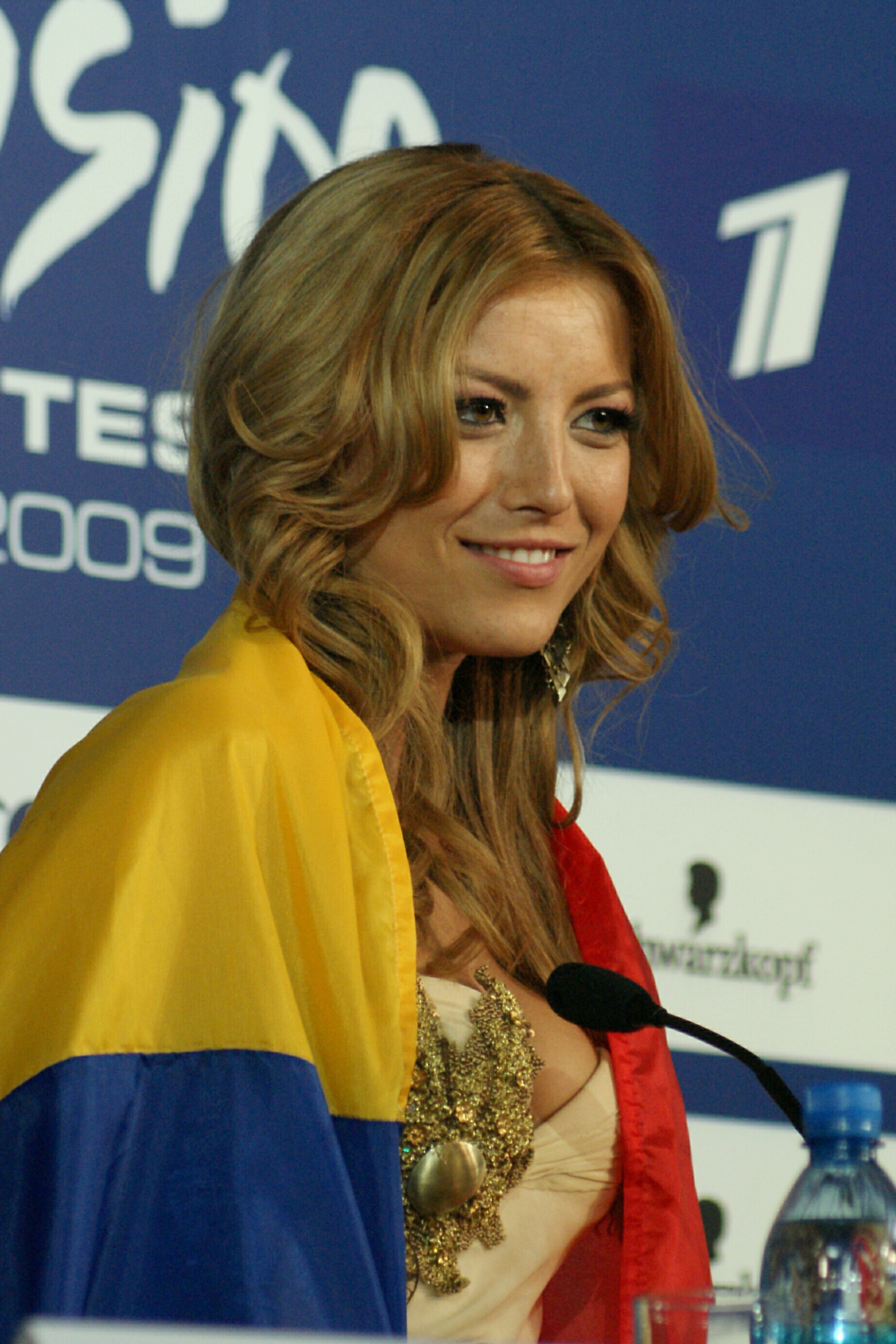
Elena v Moskvě(2009)
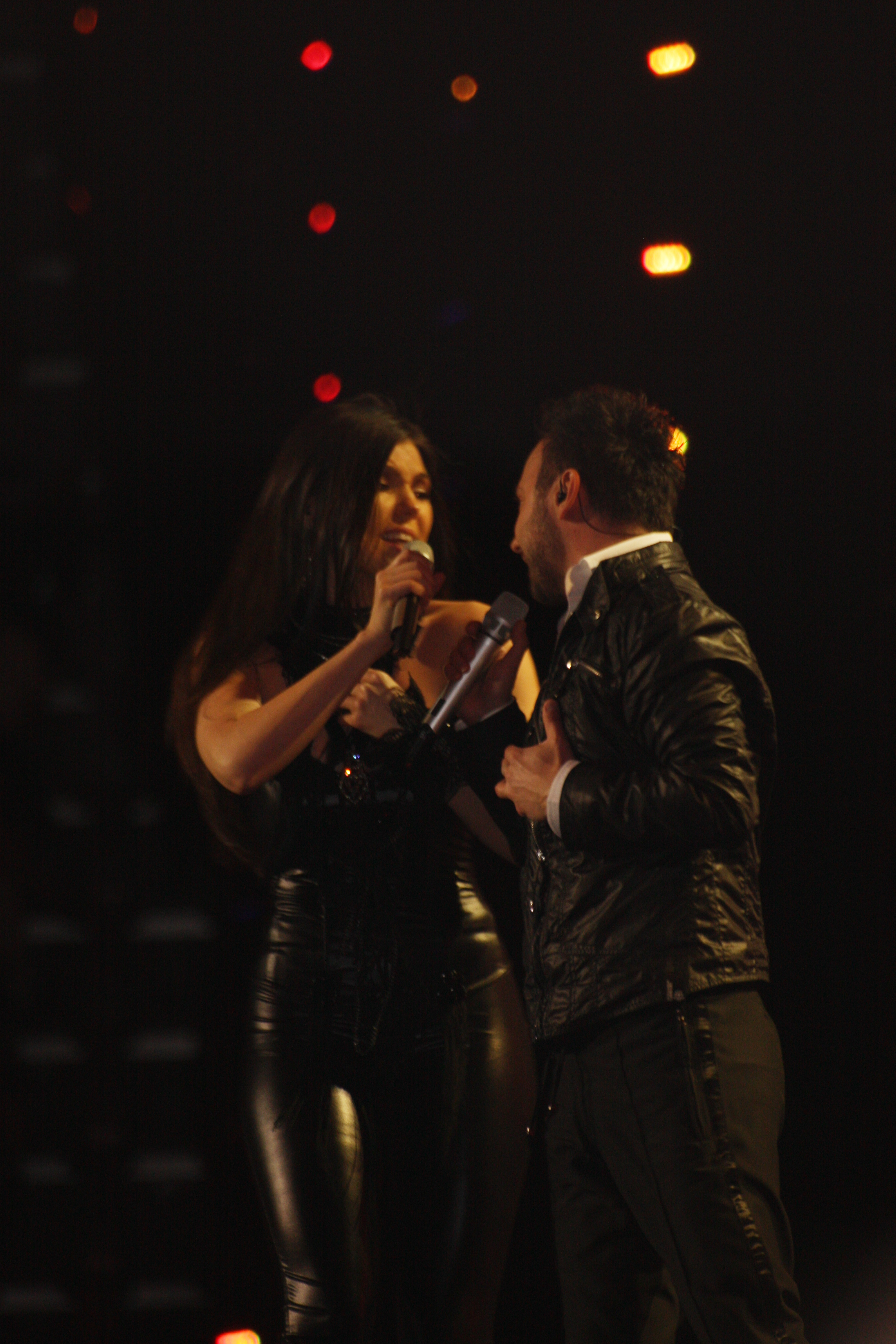
Paula Seling a Ovi v Oslu (2010)
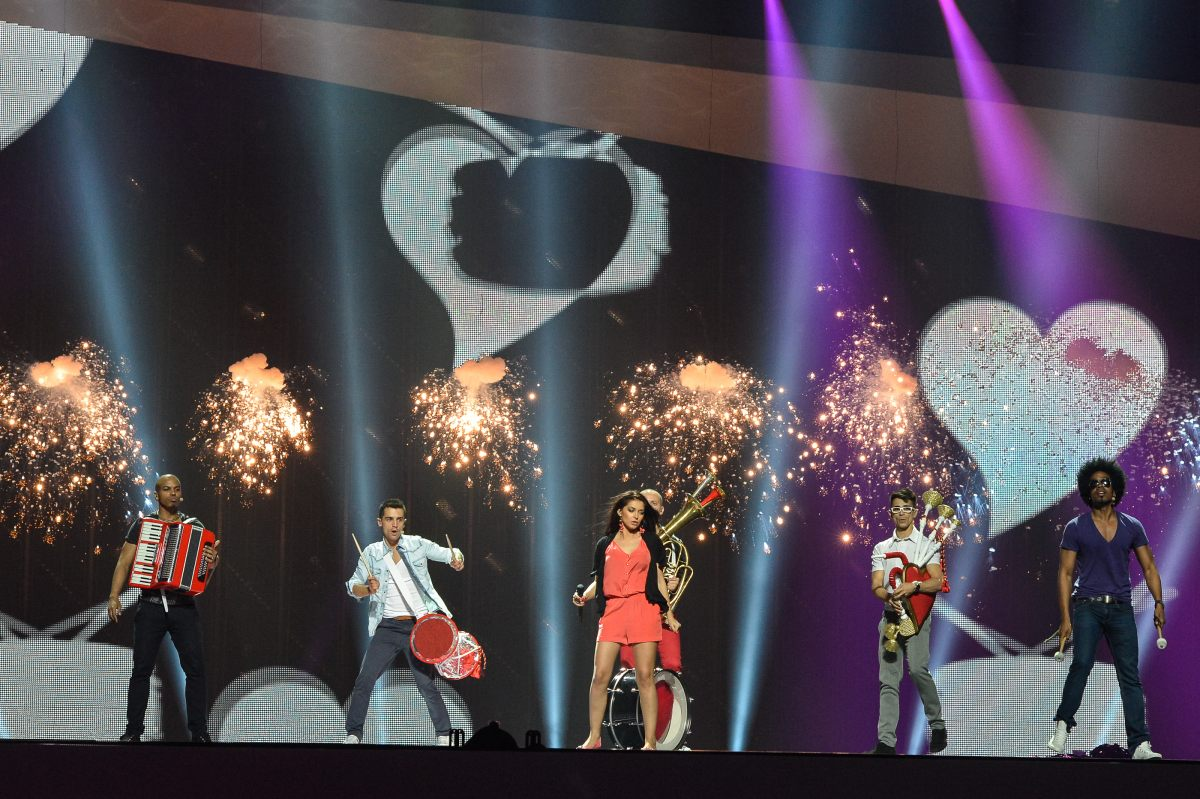
Mandinga v Baku (2012)
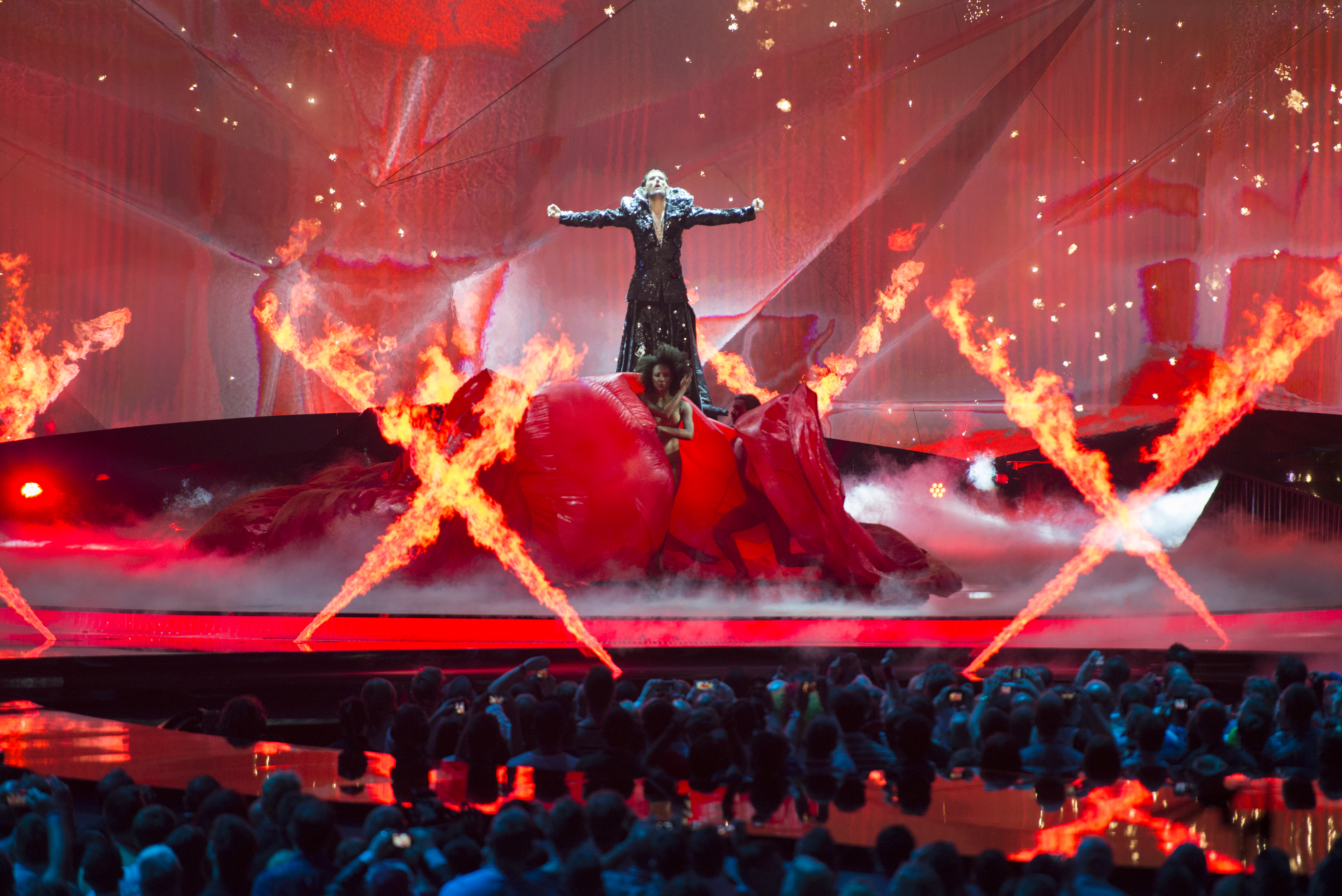
Cezar v Malmö (2013)
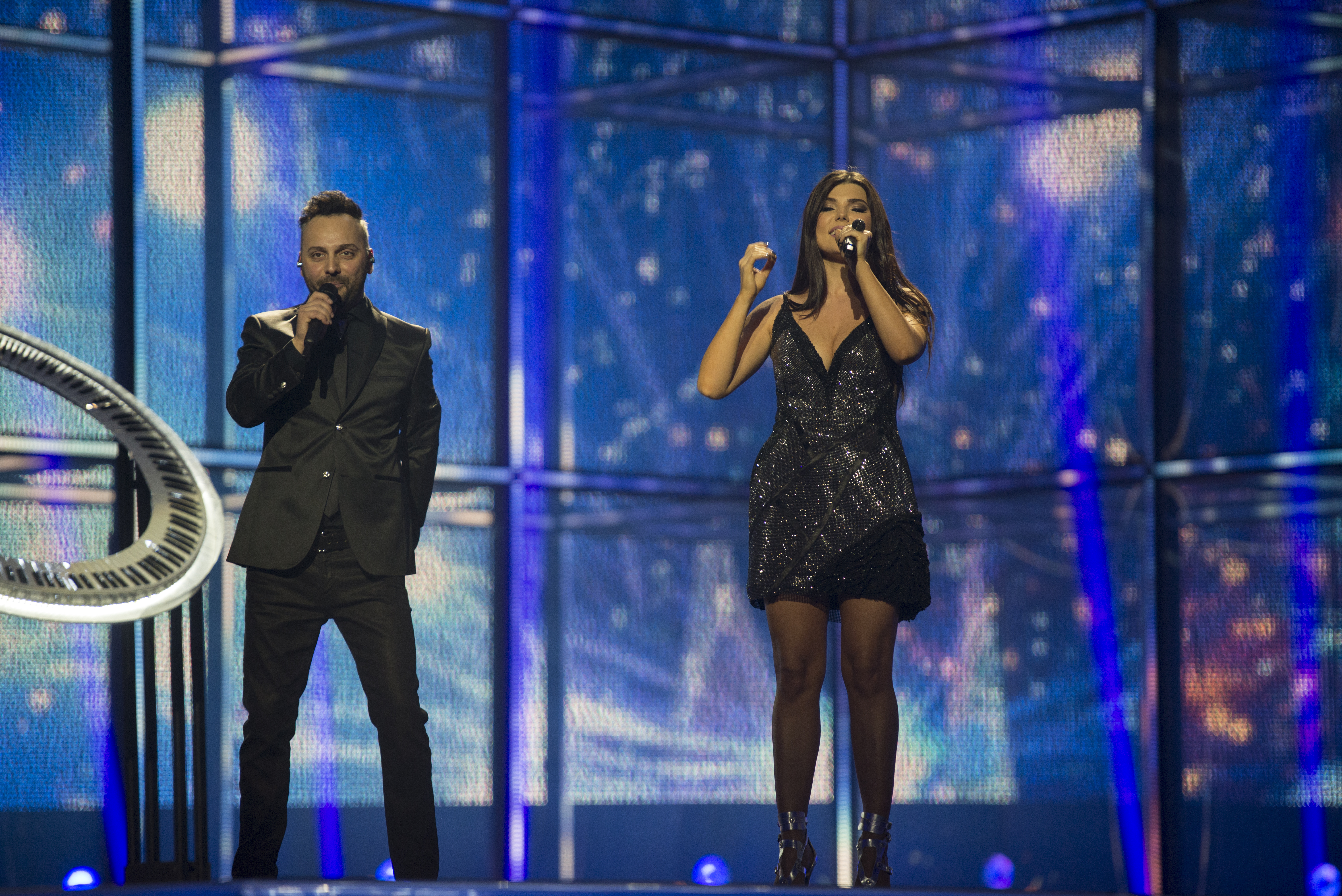
Paula Seling a Ovi v Kodani (2014)
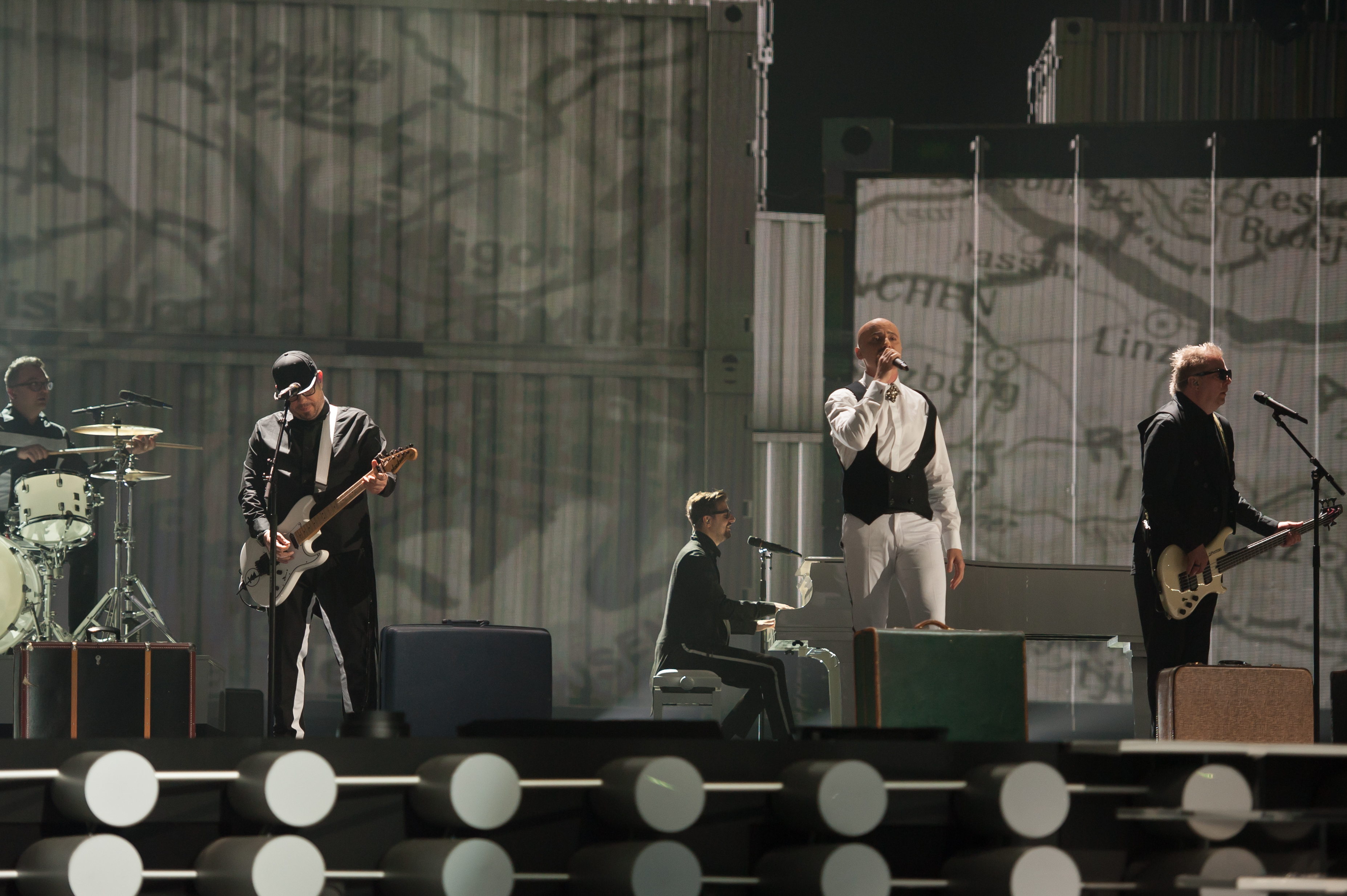
Voltaj ve Vídni (2015)
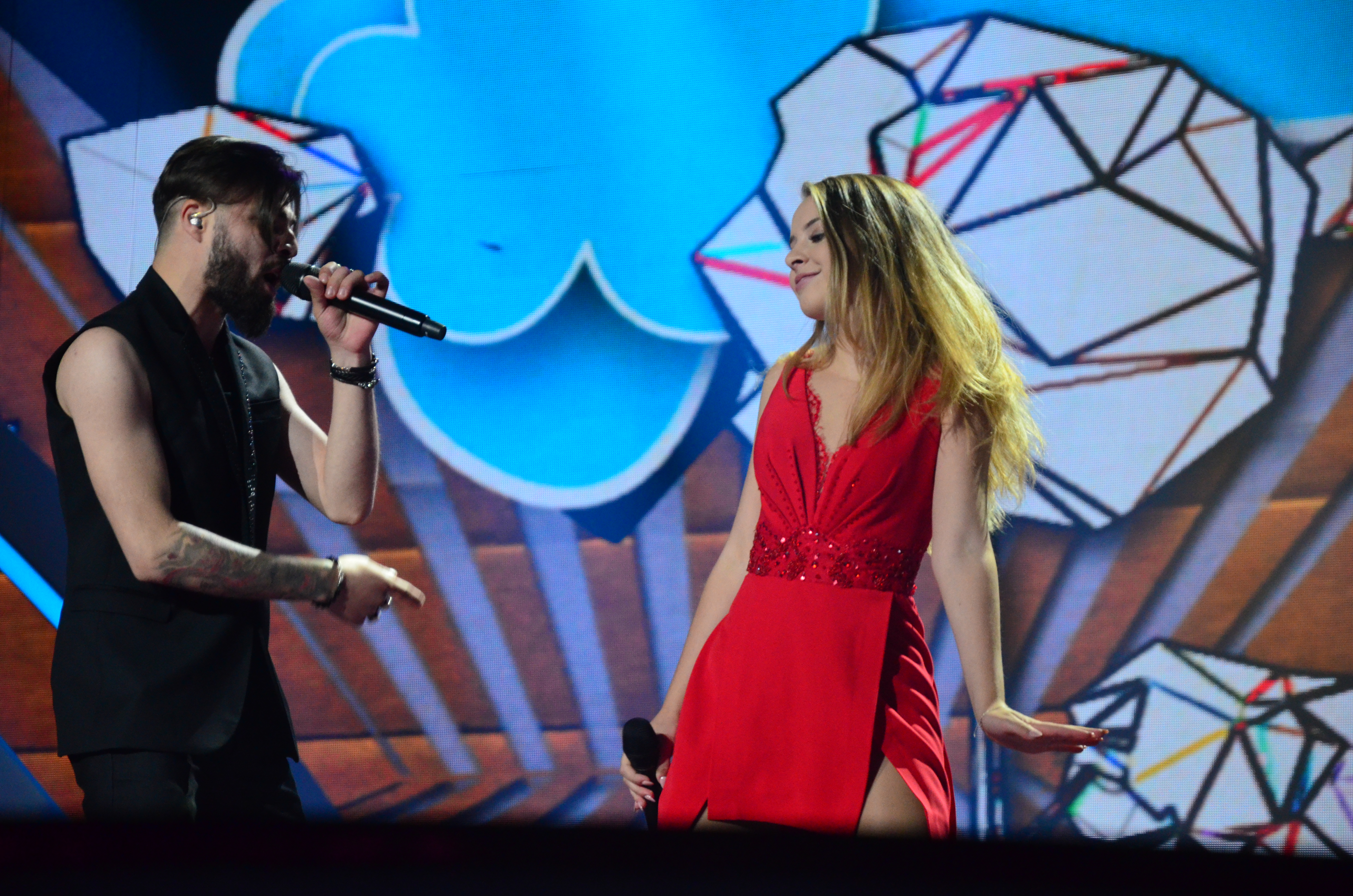
Ilinca a Alex Florea v Kyjevě (2017)
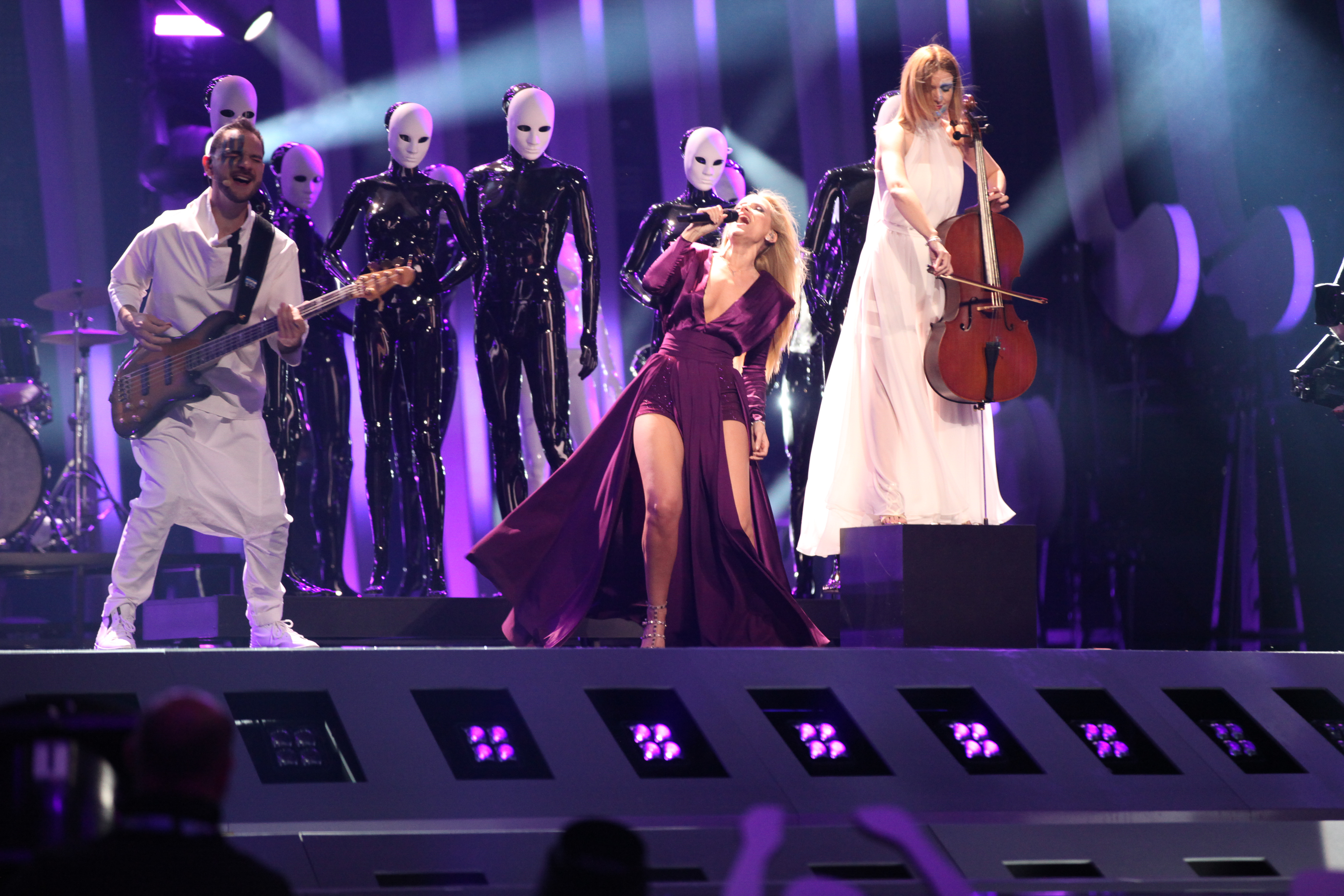
The Humans v Lisabonu (2018)
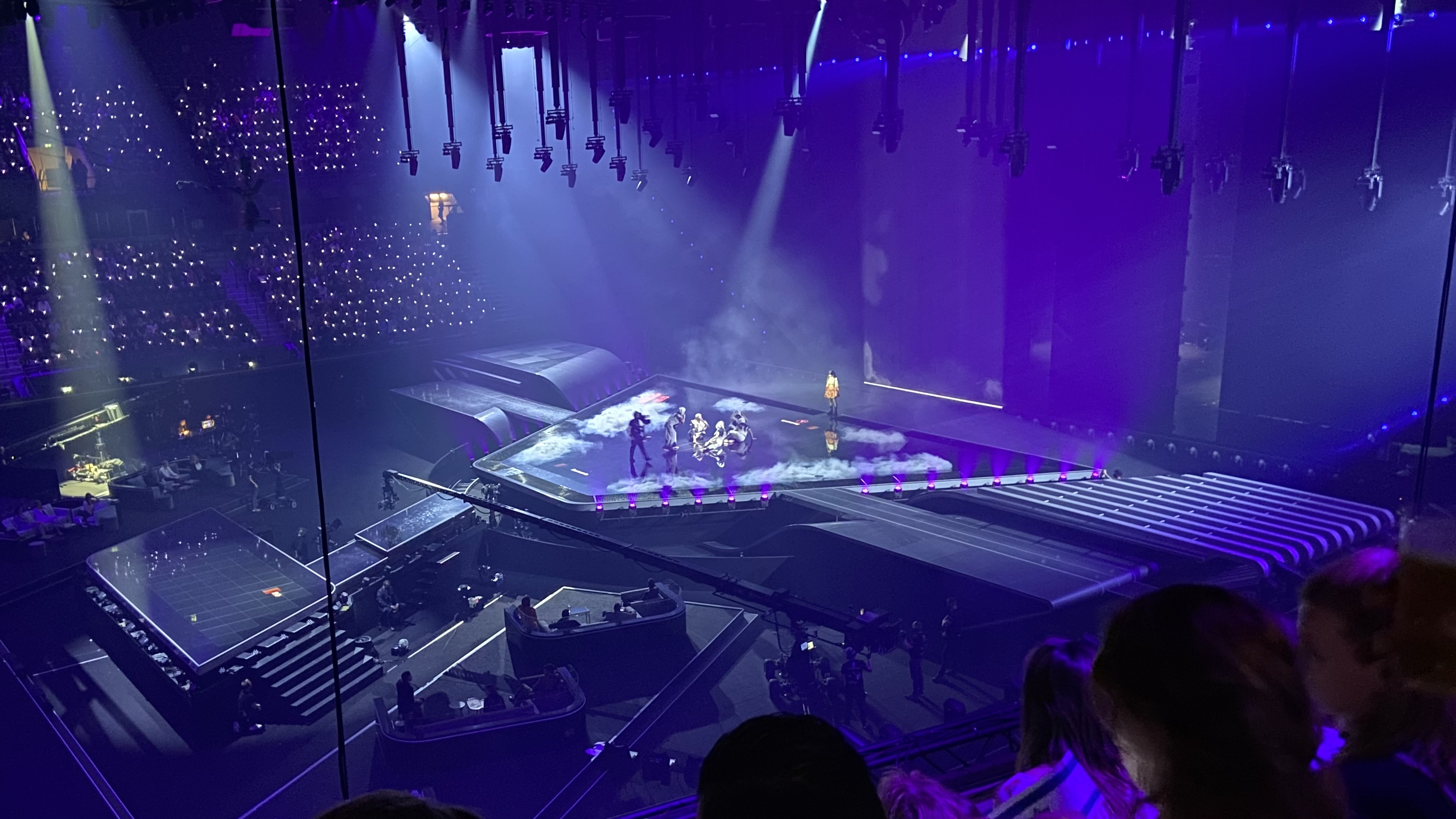
Roxen v Rotterdamu (2021)
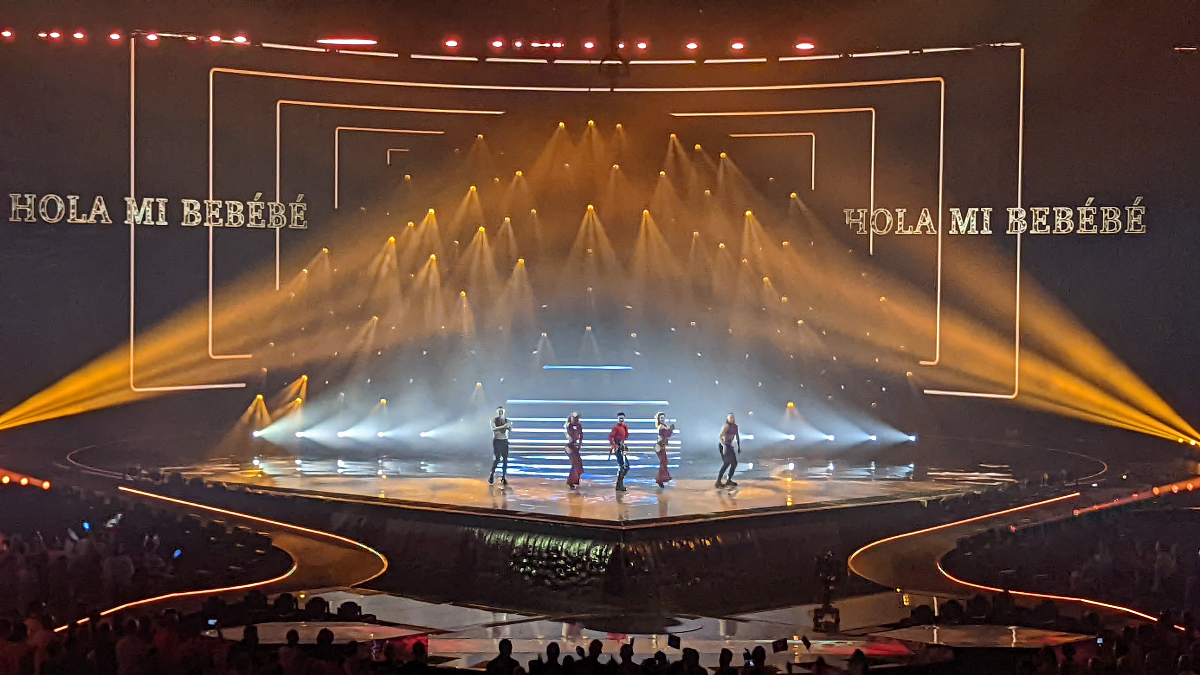
WRS v Turíně (2022)
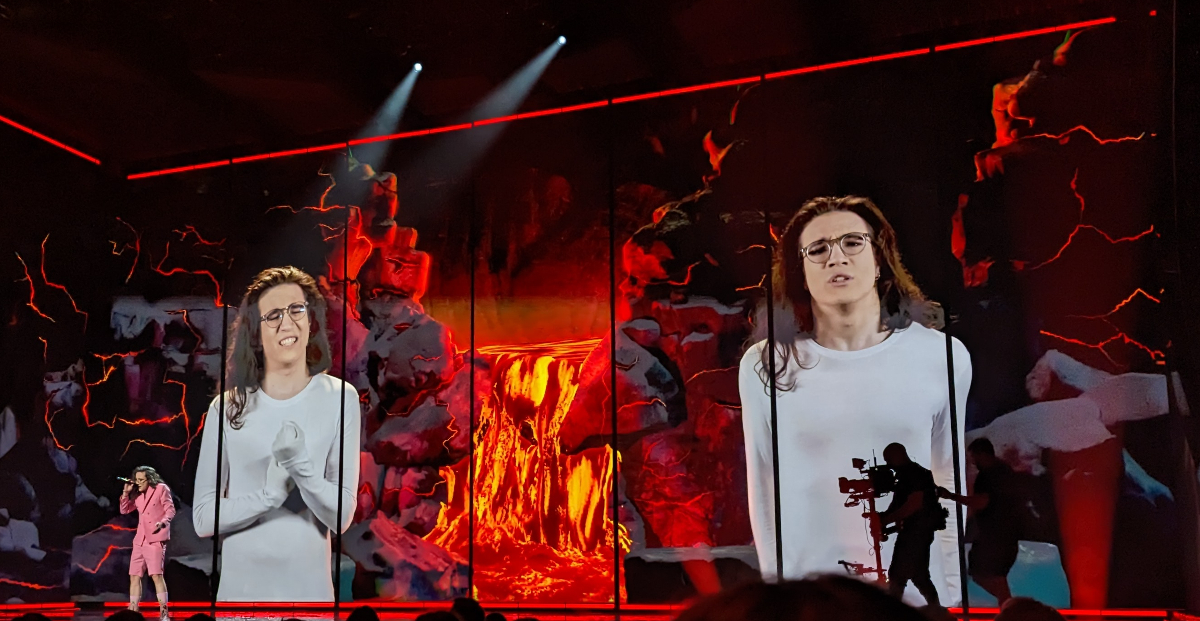
Theodor Andrei v Liverpoolu (2023)